# Die Auserwählten
Die Auserwählten è un film televisivo del 2014 diretto da Christoph Röhl.
Il film è ispirato alla vera storia di abusi sessuali avvenuti presso la Odenwaldschule tra gli anni '70 e '80. 

## Trama
Alla fine degli anni '70, la ventinovenne Petra Grust viene assunta come insegnante di biologia presso la Odenwaldschule. L'entusiasmo iniziale però viene meno quando la giovane scopre che gli studenti sono dediti al fumo e all'alcool; che insegnanti e studenti di entrambi i sessi usano le stesse docce e che un collega ha una relazione con una studentessa minorenne.
Inoltre Petra scoprirà che il preside Simon Pistorius è un pedofilo che abusa ripetutamente di Frank Hoffmann, tredicenne disturbato, e del suo miglior amico Erik. La donna, con l'aiuto di un amico giornalista, tenterà di rendere nota la cosa ma i rapporti del preside con le alte sfere faranno sì che la vicenda venga insabbiata.
Trent'anni dopo Frank e Petra si ritrovano. La donna non ha mai più lavorato come insegnante, mentre Frank non ha mai denunciato i fatti successi quando era giovane. Dopo il suicidio di un ex compagno di classe, Frank  pianifica un'azione di protesta durante un evento giubilare della Odenwaldschule mentre Petra decide di raccontare quanto avvenuto in passato.

## Procedimenti giudiziari
Il 1 ottobre 2014, prima della trasmissione del film, due ex studenti della scuola, sentendosi violati dei loro diritti personali, hanno sporto denuncia contro il film. Per uno dei due ex studenti un procuratore di Berlino ha ottenuto il divieto del film.
Il 30 novembre 2014, il tribunale distrettuale di Amburgo ha vietato la distribuzione del film nella sua versione broadcast.

## Premi e nomination
| Anno | Manifestazione              | Premio                 | Categoria                          | Ricevente                                                               | Risultato       |
| ---- | --------------------------- | ---------------------- | ---------------------------------- | ----------------------------------------------------------------------- | --------------- |
| 2014 | Prix Europa                 | Prix Europa            | TV Fiction                         | Christoph Röhl, Neue Deutsche Filmgesellschaft e Westdeutscher Rundfunk | Candidato/a     |
| 2014 | Zoom Festival               | ZOOM Award             | Miglior regia                      | Christoph Röhl                                                          | Vincitore/trice |
| 2015 | German Screen Actors Awards | DSP Award              | Miglior giovane attore             | Leon Seidel                                                             | Candidato/a     |
| 2015 | Günter Strack TV Award      | Günter Strack TV Award | Miglior giovane attore             | Leon Seidel                                                             | Candidato/a     |
| 2015 | Jupiter Award               | Jupiter Award          | Miglior attrice televisiva tedesca | Julia Jentsch                                                           | Candidato/a     |
| 2015 | New York Festivals          | Gold World Medal       | Film TV                            | Christoph Röhl, Neue Deutsche Filmgesellschaft e Westdeutscher Rundfunk | Vincitore/trice |